# دانيال بوروزو
دانيال بوروزو هو لاعب كرة قدم إكوادوري في مركز الهجوم، ولد في 20 سبتمبر 1997 في غواياكيل في الإكوادور. لعب مع Lobos BUAP ‏.

## وصلات خارجية
- دانيال بوروزو على موقع قاعدة بيانات كرة القدم.إي يو (الإنجليزية)
- دانيال بوروزو على موقع Soccerway.com (الإنجليزية)